# Amazonas (escuna)
Amazonas foi uma escuna operada pela Armada Imperial Brasileira. A incorporação ocorreu no ano de 1837. Seu casco era construído em madeira, combinando as resistências do carvalho e do pinho-de-riga. Esteve em serviço na Força Naval brasileira, estacionada na região de Pará, já em abril de 1837. Seu nome Amazonas é uma homenagem ao estado e rio de mesmo nome.
A Amazonas, sob o comando do Primeiro-Tenente Carlos Rose, atuou em operações de guerra contra os rebeldes cabanos. Seu armamento consistia em uma colubrina e duas caronadas de calibre 12, o que lhe conferia uma força de fogo considerável para as operações militares em que estava envolvida. Além disso, a escuna estava equipada com uma tripulação de 25 praças.
Em 24 de abril de 1840, foi submetida a uma Mostra de Desarmamento, o que marcou o fim de sua carreira ativa na Marinha. Posteriormente, ela foi condenada como "incapaz", um destino muitas vezes atribuído a navios que já não atendiam aos padrões de eficiência necessários para a frota. Pouco tempo depois, a embarcação foi desmantelada pelo Arsenal.